# 絵入智慧の環

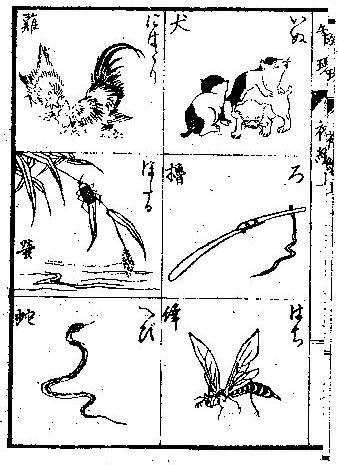
『絵入智慧の環』初編上巻より

『絵入智慧の環』（えいりちえのわ）は、明治時代初めの1870年から1872年に日本で出版された初等教育の教科書・教材書である。古川正雄が書いた文を、内山楓山の筆で書き、八田小雲が画を書いた。発行者は岡田屋嘉七。全8冊。このうち絵を中心にした2冊については、江戸時代からの絵入り本と質的に異なる日本最初の近代絵本とも言われる。

## 構成・内容
木版・和綴、一部に多色刷りのページがある。全8冊の構成は、以下の通り。
- 初編上　詞の巻
- 初編下　詞の巻
- 二編上　万国尽の巻
- 二編下　詞の巻
- 三編上　大日本国尽の巻
- 三編下　詞の巻
- 四編上　名所の巻
- 四編下　詞の巻

このうち、初編の上下2冊は、絵を中心にして詞（単語）を添えたものである。上巻では、いろはによる平仮名の表、にごり（濁音）の表、変体仮名の表を示したあとで、最初の字がいろは順になる詞を「いぬ」「ろ」「はち」「にはとり」「ほたる」「へび」等々と並べて挿絵を掲げ、それぞれに平仮名と漢字の名を付けた。その後は天地、春夏秋冬など基本的な詞を教えていく。下巻では片仮名の表を掲げ、上巻と同じように絵に言葉を添えて示してから、様々な詞を漢字と平仮名で記す。続けて、なことば（名詞ともいう）、かえことば（代名詞ともいう）、さまことば（形容詞ともいう）など、文法用語を見出しにして、さらに多くの言葉を並べていく。
江戸時代からの手習いの本には、絵と並べることで子供に文字に親しませようとする発想はなかった。『絵入智慧の環』初編は、現代ある知識絵本の祖となるもので、「近代日本の絵本史の起点」と説かれるのはこの2冊である。しかし、制作者に絵本を作るという意識はなく、体系だって簡単なことから学ばせようとする教育上の配慮が同じ形式をとらせたものと言える。
言葉の知識と、文法の説明という二本立ては二編以降も踏襲する。明治3年という時代にあって、「蒸気船」「晴雨計」「ずぼん」のような科学知識や西洋の知識に関わる単語を多く採録し学ばせようとしたのは、作者の近代性・近代化への意欲を示すものであろう。文法事項は巻を重ねると内容高度になり、人称、格（第3編下）や自動詞・他動詞（第4編下）の解説に及ぶ。

## 制作者と教科書指定
制作にあたった3人のうち、古川正雄は慶応義塾で学んだ教育者だが、内山楓山と八田小雲の事績は不明である。
発行が開始された1870年（明治3年）は、未だ寺子屋教育の時代であった。1872年（明治5年）に学制が発布され、翌年から小学校が全国に作られると、『絵入智慧の環』初編が文部省に初等教育の教科書の一つに指定された